# Christian Moos

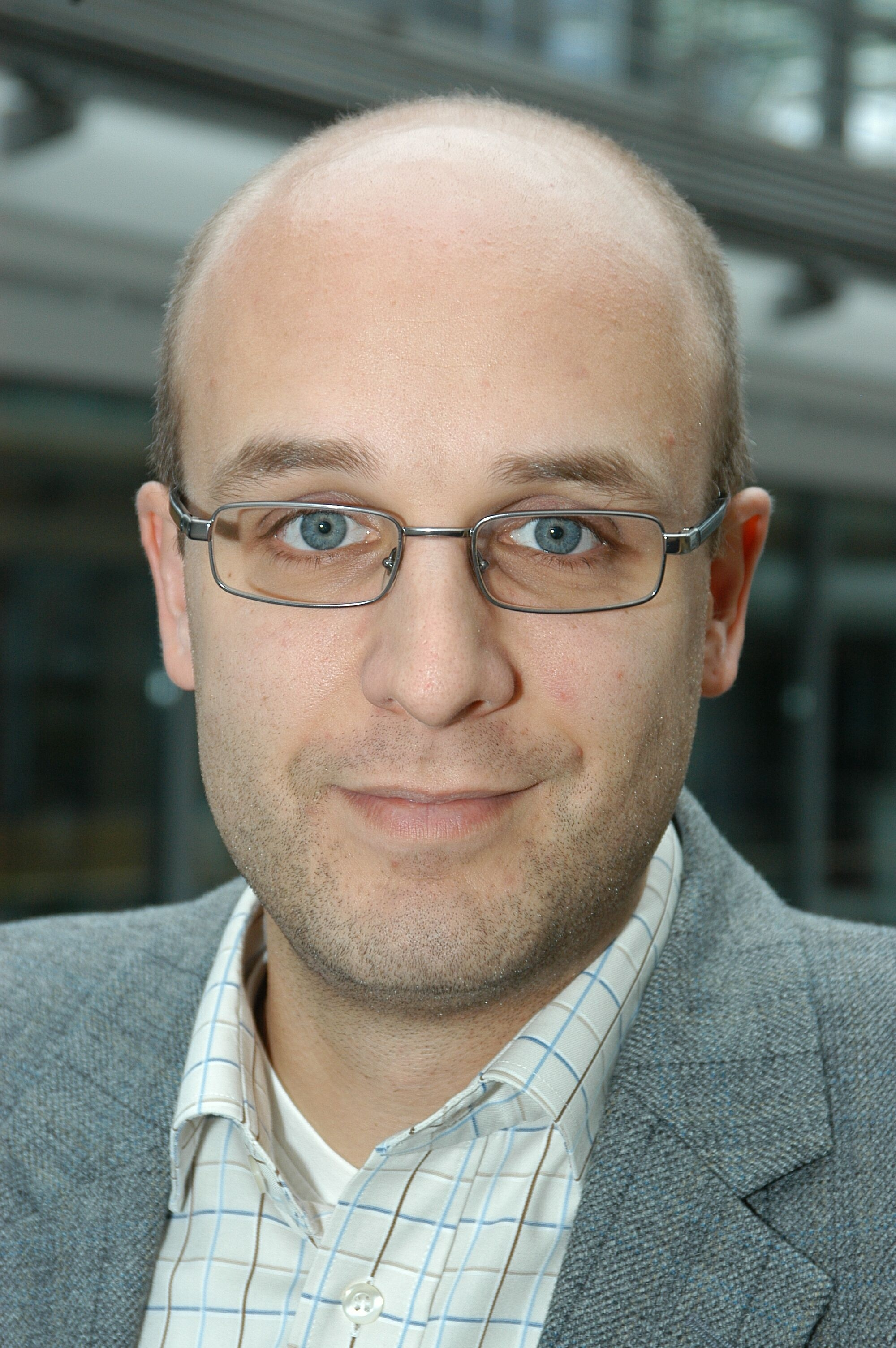
Christian Moos (2011)

Christian Moos (* 16. Dezember 1971 in Wuppertal) ist seit 2011 ehrenamtlicher Generalsekretär der überparteilichen Europa-Union Deutschland und seit 2012 Mitglied des Vorstands der Europäischen Bewegung Deutschland.
Moos studierte Geschichte und Sprachen an der Universität der Franche-Comté in Besançon und der Rheinische Friedrich-Wilhelms-Universität in Bonn. Von 1995 bis 2001 war er Mitarbeiter eines Bundestagsabgeordneten. Seit 2001 ist er für die Beamtengewerkschaft DBB Beamtenbund und Tarifunion tätig. 2002/2003 arbeitete er für das DBB-Büro in Brüssel, von 2004 bis 2012 war er persönlicher Referent des DBB-Bundesvorsitzenden. Seit 2012 leitet er den Geschäftsbereich Europa und internationale Angelegenheiten in der Bundesgeschäftsstelle des DBB. Seit 2015 ist er Mitglied des Europäischen Wirtschafts- und Sozialausschusses (EWSA). Seit 2022 ist er Europabeauftragter des Bundesnetzwerks Bürgerschaftliches Engagement. Moos ist Experte für europapolitische Fragen und Kommunikation.